# Gustavo César Veloso
Gustavo César Veloso (ur. 29 stycznia 1980 w Villagarcía de Arosa) – hiszpański kolarz szosowy. Startuje w zawodowym peletonie od 2001 roku, obecnie w grupie OFM - Quinta da Lixa. Zwycięzca wyścigu Dookoła Katalonii (2008), trzeci kolarz Tour de Langkawi (2008).

## Najważniejsze osiągnięcia
- 2006
  - 1. miejsce na 5. etapie Volta a Portugal
- 2008
  - 1. miejsce w Dookoła Katalonii
  - 3. miejsce w Tour de Langkawi
  - 4. miejsce w Presidential Cycling Tour of Turkey
- 2009
  - 1. miejsce na 9. etapie Vuelta a España
  - 4. miejsce w Presidential Cycling Tour of Turkey
- 2013
  - 2. miejsce w Volta a Portugal
    - 1. miejsce na 8. etapie

  - 2. miejsce w Tour do Rio
- 2014
  - 1. miejsce w Volta a Portugal
    - 1. miejsce na 9. etapie

  - 2. miejsce w Tour do Rio
- 2015
  - 1. miejsce w Volta a Portugal
    - 1. miejsce na 6. i 9. etapie

  - 1. miejsce w Tour do Rio
    - 1. miejsce na 2. etapie
- 2016
  - 1. miejsce na 4. etapie Volta a Portugal
  - 1. miejsce na 3. etapie GP Internacional Torres Vedras
- 2017
  - 1. miejsce na 5. i 10. (ITT) etapie Volta a Portugal